# 劉鉞 (正統進士)
劉鉞（1415年—？），字仗德，江西承宣布政使司吉安府安福縣人。明朝官員，進士出身。劉球長子。

## 生平
江西鄉試第十二名舉人，正統元年（1436年），中丙辰會試第四十一名，二甲第九名進士，授庶吉士，改中書舍人。景泰三年，授司經局正字。天順元年，改兵部職方司員外郎。出為福建建寧府知府。任廣東參政。

## 家族
曾祖劉子定。祖父劉伯文，赠礼部主事。父劉球，礼部主事。母鄧氏，封安人。具慶下。弟劉釪。娶歐陽氏。